# Ruggero Di Cuonzo
Ruggero Di Cuonzo (Barletta, 30 marzo 1919 – ...) è stato un calciatore italiano, di ruolo centrocampista.

## Caratteristiche tecniche
Giocava come mediano.

## Carriera
Ha giocato una partita nel 1936-1937 in Serie A con il Novara, il 17 gennaio 1937 (Novara-Sampdoria 3-3), poi 19 gare in Serie B con il Brescia nel 1940-1941.
Nel 1943-1944 partecipò al Campionato Alta Italia 1944 con il Marzotto Valdagno.
Dopo la fine della guerra ha preso parte a 21 gare con il Lecco nel 1945-1946, poi ha giocato in Serie C con Vigevano e Casale.
In carriera ha totalizzato 57 presenze in Serie B, una in Serie A e 21 in B/C nel 1945-1946.
Ha vinto la Coppa Italia 1937-1938 con la Juventus.

## Palmarès

### Club

#### Competizioni nazionali
- Coppa Italia: 1

Juventus: 1937-1938